# Dumitru Ciutac
Dumitru Ciutac (n.  10 mai 1927, Drăsliceni, Republica Sovietică Socialistă Moldovenească, URSS - d. 23 septembrie 2010, Drasliceni, Republica Moldova) președinte de colhoz și deputat în Sovietul Suprem al Republicii Moldovenești.
Dumitru Ciutac, omul care cunoaște personal pe cei trei președinți din R. Moldova,și pe Ivan Bodiul, care a stat la taclale cu Brejnev și care a primit delegații din 76 de state a lumii.